# Mikazuki no Koukai
Mikazuki no Koukai (яп. ミカヅキの航海 Микадзуки но ко:кай, «Путешествие полумесяца») — дебютный студийный альбом японской певицы и автора песен Саюри, выпущенный 17 мая 2017 года на лейбле Ariola Japan.

## Об альбоме
Альбом также был издан в ограниченном Blu-ray/DVD-издании: Blu-ray-диск включал в себя все созданные к релизу видеоклипы, а DVD включал видеозаписи с двух концертных выступлений певицы. Все синглы с альбома, кроме «Ru-Rararu-Ra-Rurararu-Ra-», были выпущены на компакт-диске и DVD, который содержит музыкальные видео к синглам. Они вышли в трёх изданиях: стандартном, ограниченном типа A и B и ограниченном аниме-издании.
Три песни с альбома — «Mikazuki», «Sore wa Chiisana Hikari no you na» и «Heikousen» — использовались в качестве закрывающих композиций аниме-сериалов Rampo Kitan: Game of Laplace, «Город, в котором меня нет» и Kuzu no Honkai соответственно. Сингл «Heikousen» достиг 10-го места в еженедельных чартах Oricon и Japan Hot 100, тем самым став самым успешным синглом певицы.
Mikazuki no Koukai дебютировал в ежедневном чарте Oricon, достигнув 1-го места. Позже запись заняла 3-е и 4-е места в еженедельных чартах Oricon и Japan Hot 100 соответственно. Таким образом, альбом ознаменовал новую веху в карьере Саюри.

## Список композиций
Автор всех композиций, кроме отмеченных — Саюри.
| №                   | Название                                                     | Автор(ы)            | Длительность |
| ------------------- | ------------------------------------------------------------ | ------------------- | ------------ |
| 1.                  | «Mikazuki» (ミカヅキ)                                        |                     | 4:21         |
| 2.                  | «Heikousen» (平行線)                                         |                     | 4:58         |
| 3.                  | «Juu Oku nen» (十億年)                                       |                     | 5:23         |
| 4.                  | «Cake o Yaku» (ケーキを焼く)                                 |                     | 3:37         |
| 5.                  | «Furaregai Girl» (フラレガイガール)                          | Ёдзиро Нода         | 6:07         |
| 6.                  | «Hachi to Misemono» (蜂と見世物)                             |                     | 4:03         |
| 7.                  | «Ru-Rararu-Ra-Rurararu-Ra-» (るーららるーらーるららるーらー) |                     | 3:18         |
| 8.                  | «Odd Eye» (オッドアイ)                                       |                     | 4:54         |
| 9.                  | «Sore wa Chiisana Hikari no you na» (それは小さな光のような) | Юки Кадзиура        | 4:32         |
| 10.                 | «Raise de Aou» (来世で会おう)                                |                     | 4:40         |
| 11.                 | «knot»                                                       |                     | 4:42         |
| 12.                 | «Anonymous» (アノニマス)                                     |                     | 4:31         |
| 13.                 | «Natsu» (夏)                                                 |                     | 3:29         |
| 14.                 | «birthday song»                                              |                     | 5:17         |
| Общая длительность: | Общая длительность:                                          | Общая длительность: | 63:52        |

| №  | Название                                        | Длительность |
| -- | ----------------------------------------------- | ------------ |
| 1. | «Mikazuki» (видеоклип)                          | 4:30         |
| 2. | «Sore wa Chiisana Hikari no You na» (видеоклип) | 4:32         |
| 3. | «Raise de Aou» (видеоклип)                      | 4:47         |
| 4. | «Furaregai Girl» (видеоклип)                    | 6:07         |
| 5. | «Anonymous» (видеоклип)                         | 4:29         |
| 6. | «Heikousen» (видеоклип)                         | 5:08         |
| 7. | «birthday song» (видеоклип)                     | 3:17         |

| №  | Название                                                                                     | Длительность |
| -- | -------------------------------------------------------------------------------------------- | ------------ |
| 1. | «Видео с концертных выступлений в Tokyo Cinema Club (2016/6/24) и Shinjuku ReNY (2016/11/3)» |              |

## Чарты
| Чарт (2017)   | Высшая позиция |
| ------------- | -------------- |
| Oricon        | 3              |
| Japan Hot 100 | 4              |